# Шуа-Агви
Шуа-Агви (груз. შუა აღვი) — село в Грузии, на территории Цагерского муниципалитета края (мхаре) Рача-Лечхуми и Нижняя Сванетия.

## География
Село находится в северной части Грузии, в пределах долины реки Цхенисцкали, на расстоянии приблизительно 8 километров (по прямой) к юго-западу от города Цагери, административного центра муниципалитета. Абсолютная высота — 676 метров над уровнем моря.

## Население
По результатам официальной переписи населения 2014 года, в Шуа-Агви проживало 43 человека (23 мужчины и 20 женщин). В национальной структуре населения грузины составляли 100 %.
| Год  | Население, человек |
| ---- | ------------------ |
| 2002 | 92                 |
| 2014 | ↘ 43               |